# Tragocephala jucunda
Tragocephala jucunda är en skalbaggsart som först beskrevs av Hippolyte Louis Gory 1835.  Tragocephala jucunda ingår i släktet Tragocephala och familjen långhorningar.
Artens utbredningsområde är Madagaskar. Inga underarter finns listade i Catalogue of Life.